# Гола (Хорватия)
Гола (хорв. Gola) — община с центром в одноимённом посёлке на севере Хорватии, в  Копривницко-Крижевацкой жупании. Население — 882 человека в самом посёлке и 2416 человек во всей общине (2011). Подавляющее большинство населения — хорваты (99,6 %). В состав общины, кроме Голы, входят ещё 4 деревни.
Все 5 населённых пунктов общины Гола находятся на левом берегу Дравы. В данном месте венгерско-хорватская граница, которая выше и ниже идёт по реке, немного отходит от неё, образуя небольшой хорватский «карман» на левом берегу. Его и занимает территория общины. Посёлок Гола стоит непосредственно на границе с Венгрией.
В Голу ведут хорватские автомобильные дороги D41 Копривница — Дрне — Гола и D210 Вирье — Молве — Гола. Ещё одна дорога идёт через пограничный переход в Венгрию в направлении Надьятада. Рядом с посёлком проходит железная дорога Барч — Копривница, но все ближайшие станции находятся уже на территории Венгрии. Планируется, что в посёлке Гола будет заканчиваться строящаяся автомагистраль A12. В проектах также значится возведение на этой магистрали нового пограничного перехода.
Большинство населения занято в сельском хозяйстве. Территория общины расположена на плодородной Подравинской низменности.